# Салвадор (микрорегион)

Салвадор на карте.

Салвадор (порт. Microrregião de Salvador) — микрорегион в Бразилии, входит в штат Баия. Составная часть мезорегиона Агломерация Салвадор. Население составляет 3 458 571 человек (на 2010 год). Площадь — 2892,158 км². Плотность населения — 1195,84 чел./км².

## Демография
Согласно сведениям, собранным в ходе переписи 2010 г. Национальным институтом географии и статистики (IBGE), население микрорегиона составляет:						
| Полное население                             | Полное население                             | Полное население                             | Полное население                             | 3 458 571 |
| -------------------------------------------- | -------------------------------------------- | -------------------------------------------- | -------------------------------------------- | --------- |
| в том числе:                                 | Городское население                          | 3 414 837                                    | Процент городского населения, %              | 98,74     |
|                                              | Сельское население                           | 43 734                                       | Процент сельского населения, %               | 1,26      |
|                                              | Мужское население                            | 1 633 490                                    | Процент мужского населения, %                | 47,23     |
|                                              | Женское население                            | 1 825 081                                    | Процент женского населения, %                | 52,77     |
| Плотность населения, чел/км²                 | Плотность населения, чел/км²                 | Плотность населения, чел/км²                 | Плотность населения, чел/км²                 | 1195,84   |
| Население микрорегиона в % к населению штата | Население микрорегиона в % к населению штата | Население микрорегиона в % к населению штата | Население микрорегиона в % к населению штата | 24,67     |

## Статистика
- Валовой внутренний продукт на 2005 год составляет 46 246 844 000,00 реалов (данные: Бразильский институт географии и статистики).
- Валовой внутренний продукт на душу населения на 2003 год составляет 11 902,63 реала (данные: Бразильский институт географии и статистики).
- Индекс развития человеческого потенциала на 2000 год составляет 0,791 (данные: Программа развития ООН).

## Состав микрорегиона
В составе микрорегиона включены следующие муниципалитеты:
1. Камасари
2. Кандеяс
3. Диас-д’Авила
4. Итапарика
5. Лауру-ди-Фрейтас
6. Мадри-ди-Деус
7. Салвадор
8. Симойнс-Филью
9. Сан-Франсиску-ду-Конди
10. Вера-Крус